# R.530飛彈
馬特拉R.530飛彈（法語：Matra R.530）是法國的中短程空對空飛彈，前端導引裝置部分可根據需要安裝中距離半主動雷達導引或短距離紅外線導引兩種類型的導引頭。幻象3型戰鬥機能在機腹中心點掛載1枚R.530飛彈，幻象F1型戰鬥機可以在機翼武器掛架裝載最多3枚飛彈，而法國海軍的F-8戰鬥機則可以在機身兩側掛載2枚飛彈。

## 作戰記錄
以色列空軍由於國產的蜻蜓飛彈生產數量不足，因而從法國購買了15枚半主動雷達導引的R.530飛彈、3枚訓練彈和8個武器掛架，並裝備於以軍新型的幻象3CJ型戰鬥機。R.530飛彈在以色列服役時被命名為“亞哈農”（‎，希伯來語的“鑽石”），並於1964年裝備於第110和第117中隊的北約快速反應警報軍機。
1966年11月29日，以色列空軍的幻象3型戰鬥機擊落了2架埃及的米格-19戰鬥機，當時這兩架埃及軍機正在以色列領空內截擊1架以色列的L-4草蜢式偵察機。第1架米格-19戰鬥機被從不到1英里外發射的R.530飛彈擊落，這也是R.530飛彈的首次擊落紀錄，第2架米格-19則被機砲擊落。
在六日戰爭期間，R.530飛彈像1960年代的其他早期飛彈一樣，在實戰中被發現其可靠性差且難以使用，特別是在近距離的空戰纏鬥中。R.530飛彈需要幻象3型戰鬥機的西拉諾雷達成功鎖定目標後才能發射，但西拉諾機載雷達在低空容易受到地面雜波及多径效应的嚴重干擾，而且六日戰爭期間大部分的空戰都發生在低空，導致R.530飛彈幾乎派不上用場，最終這款飛彈在這場戰爭中沒能擊落任何目標。

## 前使用國
- 阿根廷[7]
- [8]
- 巴西[9]
- 法國[10]
- 以色列[11]
- 约旦
- 黎巴嫩[12]
- 利比亞[13]
- 摩洛哥[14]
- 巴基斯坦[15]
- 南非[16]
- 西班牙[17]
- 委內瑞拉

### 引文
1. 1 2  . South African Air Force Association.   [2008-08-04]. （原始内容存档于2024-03-09） （英语）.
2. 1 2  Friedman 1997，第422頁.
3. 1 2  Gunston 1984.
4. 1 2  . Speedy look.   [2008-08-04]. （原始内容存档于2008-06-06）.
5. 1 2  Aloni 2010，第74頁.
6. ↑  . 30 November 1966  [2024-08-19]. （原始内容存档于2018-04-14） （英语）.
7. ↑  Chenel, Liébert & Moreau 2014，第242頁.
8. ↑  Chenel, Liébert & Moreau 2014，第71頁.
9. ↑  Moralez, Joao Paulo. . Revista Pucará (23). : 13  [2024-08-19]. （原始内容存档于2024-04-20）.
10. ↑  Chenel, Liébert & Moreau 2014，第362-363頁.
11. ↑  Chenel, Liébert & Moreau 2014，第24頁.
12. ↑  Chenel, Liébert & Moreau 2014，第140頁.
13. ↑  Cooper, Grandolini & Delalande 2016，第37頁.
14. ↑  Cooper, Grandolini & Fontanellaz 2019，第20頁.
15. ↑  Chenel, Liébert & Moreau 2014，第155頁.
16. ↑  Fontanellaz, Cooper & Matos 2021，第64頁.
17. ↑  Chenel, Liébert & Moreau 2014，第216頁.

### 書目
- Aloni, Shlomo. . Osprey Publishing. 20 July 2010. ISBN 9781846039478 （英语）.
- Chenel, Bernard; Liébert, Michel; Moreau, Eric. . Le Vigen, France: Editions Lela Presse. 29 January 2014. ISBN 9782914017763 （法语）.
- Cooper, Tom; Grandolini, Albert; Delalande, Arnaud. . Helion & Company Publishing. 5 August 2016. ISBN 9781910294543 （英语）.
- Cooper, Tom; Grandolini, Albert; Fontanellaz, Adrien. . Warwick, UK: Helion & Company Publishing. 7 February 2019. ISBN 9781912866298 （英语）.
- Friedman, Norman. . US Naval Inst Pr. 1997. ISBN 1-55750-268-4 （英语）.
- Fontanellaz, Adrien; Cooper, Tom; Matos, Jose Augusto. . Warwick, UK: Helion & Company Publishing. 23 June 2021. ISBN 9781914059254 （英语）.
- Gunston, Bill. . San Martin. 1 January 1984. ISBN 9788471402257 （西班牙语）.